# Isoforma proteica
In biochimica, si definisce isoforma proteica (o, più comunemente, isoforma) una delle versioni di una stessa proteina che presenti alcune piccole differenze rispetto alle altre, spesso dovute a fenomeni di splicing alternativo o a modificazioni post traduzionali. Numerose isoforme sono anche dovute alla presenza di SNPs.
La scoperta delle isoforme spiega come mai dal relativamente piccolo numero di geni che caratterizzano un genoma come quello umano si sviluppino un numero decisamente più elevato di proteine e di funzioni enzimatiche.
Similarmente, si definisce glicoforma una isoforma di glicoproteina, a seconda del tipo di polisaccaride che vi è adeso.

## Esempi
- La creatinchinasi, la cui presenza nel sangue è utilizzata per la diagnosi dell'infarto del miocardio, esiste in due isoforme.